# KK Best
El KK Best (en macedonio: КК Бест) es un club de baloncesto profesional de la ciudad de Gevgelija, que milita en la Prva Liga, la máxima categoría del baloncesto macedonio. Disputa sus partidos en el 26th April Hall, con capacidad para 1600 espectadores.

## Historia
Fundado en 2012, las dos primeras temporadas estuvieron jugando en la Vtora Liga (2ª Div), hasta que en 2015 quedaron subcampeones de la Vtora Liga y ascendieron a la Prva Liga.

## Posiciones en liga
| - 2012: (3) - 2013: 7º-(2) - 2014: 6º-(2) | - 2015: 2º-(2) - 2016: 8º-(Prva Liga) |

## Palmarés
- Subcampeón de la Vtora Liga (2ª Div)

2015

## Jugadores destacados
| - Dimitar Delipetrov - Dragan Lazarevski - Stavre Mitev - Dario Mitrov - Pavle Nikolov - Aleksandar Shaikarov | - Geri Shivachev - Oliver Taskov - Marko Marinković - Milan Marković - Ty Harris - Dashen Dibill |